# جانفرانکو پلنیتسیو
جانفرانکو پلنیتسیو (ایتالیایی: Gianfranco Plenizio؛ ۱۰ ژانویه ۱۹۴۱ – ۷ فوریه ۲۰۱۷) رهبر ارکستر، آهنگساز، موسیقی‌دان اهل ایتالیا بود. وی مدتی رهبر ارکستر سمفونیک لندن بود و همچنین مقالاتی در زمینهٔ تاریخ موسیقی نگاشته‌است.
از فیلم‌هایی که وی در آن‌ها نقش داشته‌است، می‌توان به هفت بی‌غیرت ارجمند، دخترمدرسه‌ای، جنبه خوب پائولینا، شب‌های گناه‌آلود پیترو آرتینو، من زامبی، تو زامبی، او زامبی، یک خدمتکار سیاه‌پوست خوشگل، و کشتی به راهش ادامه می‌دهد و پرستار اشاره نمود.